# Асмус, Ирина Павловна
Ири́на Па́вловна А́смус (28 апреля 1941, Ленинград — 15 марта 1986, Гомель) — советская цирковая артистка, клоунесса, известная по роли Ириски в телевизионной передаче «АБВГДейка».

## Биография
Детство Асмус проходило в военные и послевоенные годы. Она хотела стать артисткой, но долго не могла решить какой — её притягивало и драматическое искусство, и цирк, и эстрада. Семья часто переезжала из города в город, и постоянно ходить в кружок Асмус не могла и довольствовалась случайными занятиями.
Асмус первоначально хотела поступать в хореографическое училище Большого театра и почти поступила. Приёмная комиссия сообщила ей о том, что она действительно талантлива и её берут, но, учитывая её рост, она никогда не сможет стать примой. В результате Асмус отправилась учиться в Государственное училище циркового и эстрадного искусства.
По окончании училища она работала в цирке как эквилибристка на першах (мачта для акробатических упражнений в цирке) под руководством Леонида Костюка. На одной из тренировок она получила серьёзную травму, не позволявшую ей продолжить выступления в цирке, и решила поступить в драматическую студию Ленинградского театра юных зрителей, играла в амплуа травести.
Затем перешла в Театр имени В. Ф. Комиссаржевской, где играла Золушку, принцессу Елизавету из «Принца и нищего», Раймонду из «Романтики для взрослых», Джульетту и другие роли.
Асмус вернулась в цирк, но уже в качестве клоунессы, выступала в сольных номерах под сценическим псевдонимом Ириска.

### «АБВГДейка»
В 1977 году начала сниматься в телевизионной передаче «АБВГДейка» под тем же псевдонимом. Именно эта роль и принесла артистке наибольшую известность в СССР. В 1985 году Ирина Асмус в «АБВГДейке» была заменена другой исполнительницей, значительно моложе.

### Гибель
В марте 1986 года Асмус выехала с цирковыми гастролями в Гомель. На выступлении 15 марта на арене Гомельского цирка при подъёме на шейной петле под купол цирка сломался механизм машинки вращения для виса в зубах («зубник»), что привело к её падению с восьмиметровой высоты (по другим данным, с двенадцатиметровой) и гибели.
Похоронена на Большеохтинском кладбище в Санкт-Петербурге.

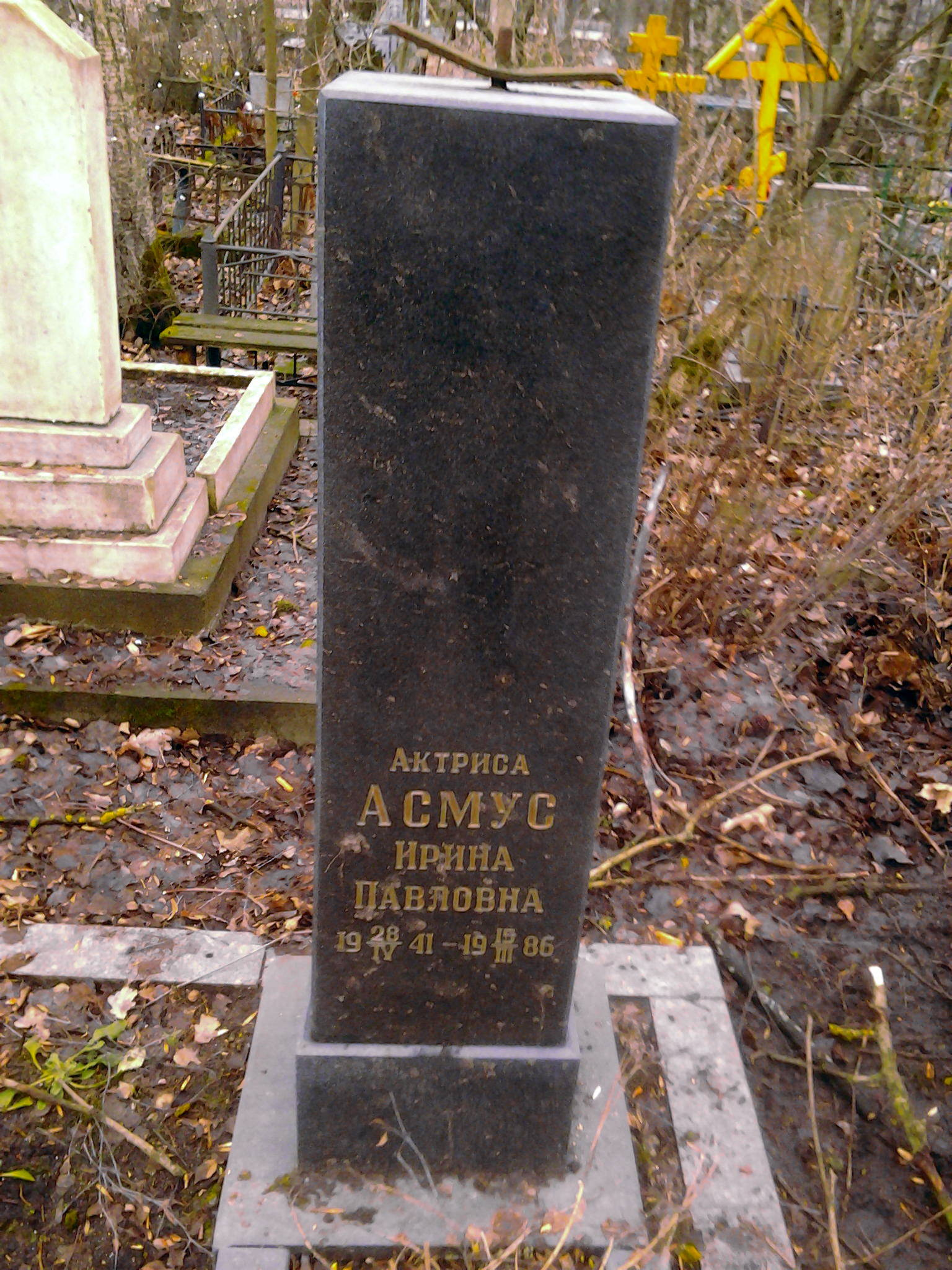
Надгробный памятник И. П. Асмус на Большеохтинском кладбище Санкт-Петербурга

## Личная жизнь
Первый муж — Александр Хочинский;
Второй муж — инспектор манежа.
Сын — Андрей Асмус (род. 1967), кинооператор.
Третий муж — Михаил Сычев, также артист цирка. С ним Асмус оформила отношения в 1967 году.

## Фильмография
- 1958 — «Новые похождения Кота в сапогах» (фильм-сказка) — Клава / Чёрная пешка
- 1966 — «12 стульев» (телеспектакль) — Лиза Калачёва
- «Представление» (документальный фильм)
- «На манеже — Ириска» (документальный фильм)

## Отзывы
Так как она была такая активная, шебутная, энергичная, динамичная, то, конечно, она быстро нас всех организовала, построила. Первый — Клёпа, второй — Юра, третий — Лёвушкин или, наоборот, там уже неважно. Всё взяла в свои руки. Всё понеслось! Но так как мы с Юрой были ещё не очень профессиональные телевизионные актёры, то мы, конечно, больше пили кофе и болтали с девочками вокруг, а Ириска с Клёпой, будучи более профессиональными на тот период времени людьми, быстренько текст разбрасывали между собой. В итоге, когда мы появлялись в кадре, Ириска щебетала, Довгань ей подыгрывал, а мы, два болвана, тупо смотрели в камеру. После этого мы спрашивали: «А почему мы без текста, собственно?» На что Ириска говорила, что мы два оболтуса, которые ничего не хотят делать. «Будете мебелью! Вот, стань сюда, а ты стань сюда, а я посередине. Видите, какая я маленькая, какая хорошенькая, а вот эти — два дурака! Давайте снимать!»— Валерий Лёвушкин (клоун Лёвушкин, партнёр Ирины Асмус в «АБВГДейке»)